# Eldelekliortaoba, Akpınar
Eldelekliortaoba là một xã thuộc huyện Akpınar, tỉnh Kırşehir, Thổ Nhĩ Kỳ. Dân số thời điểm năm 2010 là 119 người.